# La linea della vita
La linea della vita  (Life-Line) è un racconto di fantascienza dello scrittore statunitense Robert A. Heinlein. Fu la prima opera di Heinlein a essere pubblicata, nel numero di agosto 1939 della rivista Astounding.
Questo primo testo in seguito ha occupato il primo posto anche nella Storia futura che costituirà lo scenario di gran parte delle opere di Heinlein.

## Storia editoriale
Heinlein decise di scrivere il racconto dopo aver letto in un editoriale di Hugo Gernsback nella rivista Thrilling Wonder Stories che, allo scopo di promuovere nuovi talenti nel campo "cercheremo di presentare la storia di uno scrittore dilettante in ogni prossimo numero di TSW fino a nuovo avviso". 
Heinlein scrisse una storia di 7000 parole ma, invece di sottoporla alla giuria di TWS, che all'epoca pagava 0,5 centesimi per parola, la mandò a John W. Campbell, direttore della rivista rivale Astounding, che la comprò a un centesimo a parola per pubblicarla nel numero di agosto 1939.
Heinlein fu pagato 70 dollari, una somma significativa nel 1938 (equivalente a circa 1000 €. del 2015).
In Grumbles from the Grave si narra che nel ricevere l'assegno Heinlein abbia chiesto: "Da quanto tempo va avanti questa pacchia?".
La prima traduzione italiana del racconto è stata pubblicata nel 1953 dalla Mondadori, in due puntate in appendice ai numeri 240 e 241 de Il giallo Mondadori, dove quell'anno sono state pubblicate tutte le opere di Heinlein raccolte nell'antologia The Man Who Sold the Moon del 1950.
In seguito Life-Line è stato incluso nelle raccolte di opere di Heinlein I miei mondi (The Worlds of Robert A. Heinlein del 1966), La storia futura (The Past Through Tomorrow del 1967) e infine Expanded Universe del 1980.
Inoltre è stato incluso nell'antologia Isaac Asimov Presents The Great Science Fiction Stories 1 (1939) del 1979, tradotta da Gaetano la Pira come Le grandi storie della fantascienza 1 e pubblicata nel 1980 dalla SIAD Edizioni, nel 1982 da Euroclub, nel 1989 dalla Bompiani, nel 2006 dalla RCS Periodici e nel 2007 in due volumi dalla Mondadori.
Per l'edizione di The Past Through Tomorrow Heinlein ha apportato molte lievi modifiche alle opere del ciclo della Storia futura per aggiornarle e migliorarne la coerenza interna, su questa versione dei testi è basata la traduzione in italiano di Giuseppe Lippi pubblicata nel 1987 e nel 1997 nell'antologia La storia futura.

## Trama
Il dottor Pinero costruisce una macchina che, inviando un segnale lungo la linea di universo di una persona e rilevando l'eco dall'altra estremità, misura quanto tempo le resta da vivere.
L'invenzione del dottor Pinero avrà un forte impatto sul settore delle assicurazioni sulla vita, ma anche sulla sua stessa vita.

## Collegamenti con altre opere dell'autore
Pinero è menzionato di sfuggita nei romanzi Lazarus Long, l'immortale e I figli di Matusalemme quando il praticamente immortale Lazarus Long dice di essere stato esaminato e mandato via perché la macchina era "rotta".
La sua vicenda è ricordata anche in Oltre il tramonto.

## Influenza culturale
Un particolare paragrafo di Life-Line è spesso citato in riferimento e critica al moderno concetto di proprietà intellettuale:
Questa strana dottrina non è supportato né dalla costituzione né dal diritto.
Gli individui e le società non hanno il diritto di venire in tribunale e chiedere che l'orologio della storia sia arrestato o riportato indietro per il loro privato beneficio.»